# Stockumer Holz
Stockumer Holz este o arie protejată (arie specială de conservare — SAC, sit de importanță comunitară — SCI) din Germania întinsă pe o suprafață de 369,93 ha, integral pe uscat.

## Localizare
Centrul sitului Stockumer Holz este situat la coordonatele 51°42′32″N 8°02′49″E / 51.7089°N 8.0469°E.

## Înființare
Situl Stockumer Holz a fost declarat sit de importanță comunitară în martie 2001 pentru a proteja 1 specie de animale. Situl a fost protejat și ca arie specială de conservare în decembrie 2006.

## Biodiversitate
Situată în ecoregiunea atlantică, aria protejată conține 2 habitate naturale: Păduri de fag Asperulo-Fagetum, Păduri de stejar sau de stejar și carpen sub-atlantice și medio-europene de Carpinion betuli.
La baza desemnării sitului se află o specie protejată de  nevertebrate: Ophiogomphus cecilia.